# Elektrická vodivost
Elektrická vodivost resp. Konduktance je reálnou částí komplexní admitance elektrického obvodu, umožňující průchod elektrického proudu. Hodnota elektrické vodivosti závisí na materiálu, průřezu, délce i teplotě vodiče. Vodivost vodičů se vzrůstající teplotou klesá (kladný teplotní součinitel elektrického odporu). Převrácená hodnota elektrické vodivosti je fyzikální veličina, která se nazývá elektrický odpor.
Značka: {\displaystyle G\,\!}
Jednotka SI: siemens, značka {\displaystyle \mathrm {S} }

## Admitance
Konduktance {\displaystyle G} a susceptance {\displaystyle B} elektrického obvodu tvoří komplexní admitanci {\displaystyle Y}:
{\displaystyle Y=G-jB},
kde
- {\displaystyle Y} je admitance; měří se v Siemensech.
- {\displaystyle G>0} je konduktance; měří se v Siemensech.
- {\displaystyle B>0} je susceptance; měří se v Siemensech.
- {\displaystyle j\;=\;{\sqrt {-1}}} je imaginární jednotka

## Výpočet
Elektrickou vodivost lze určit jednak pomocí Ohmova zákona:
{\displaystyle G={\frac {I}{U}}},
kde {\displaystyle U} je napětí na koncích vodiče v jednotkách [V] a {\displaystyle I} je proud procházející vodičem v jednotkách [A],
jednak pomocí materiálových vlastností vodiče:
{\displaystyle G=\sigma {\frac {S}{l}}},
kde {\displaystyle \sigma } je měrná elektrická vodivost materiálu vodiče, {\displaystyle l} je délka vodiče v jednotkách {\displaystyle [m]} a {\displaystyle S} je průřez vodiče v jednotkách {\displaystyle [m^{2}]},